# Irmgard Bartenieff
Irmgard Bartenieff (née Irmgard Dombois le 24 février 1900 à Berlin et morte le 27 août 1981 à New York) est une théoricienne de la danse, danseuse, chorégraphe, physiothérapeute et pionnière de la danse-thérapie. Élève de Rudolf Laban, elle a mené également une analyse interculturelle de la danse et a généré une nouvelle vision des possibilités du mouvement humain et de la pratique du mouvement. À partir de son expérience de l'application des concepts de Rudolf Laban à la réadaptation des personnes touchées par la polio dans les années 1940, elle a élaboré ses propres méthodes et exercices de mouvement.
Elle a intégré les concepts spatiaux de Laban dans l'activité de physiothérapie. En physiothérapie, cela signifie penser en termes de mouvement dans l'espace, plutôt que de renforcer uniquement les groupes musculaires. L'introduction de concepts spatiaux exige une conscience de l'intention de la part du patient, ce qui stimule la volonté du patient et l’associe davantage à son propre rétablissement. 

## Biographie

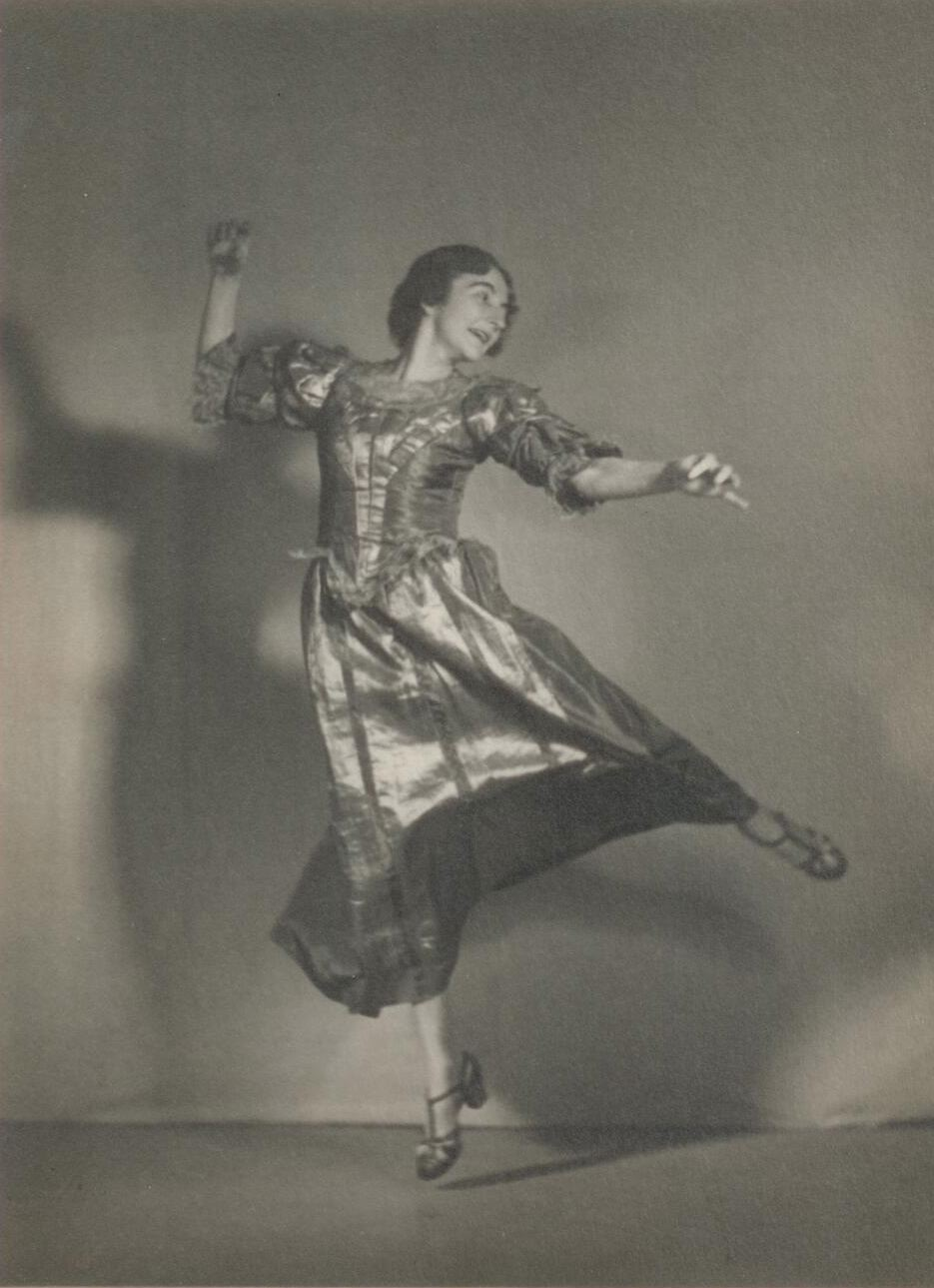
Irmgard Bartenieff, danseuse.

Irmgard Bartenieff, née Irmgard Dombois le 24 février 1900 à Berlin, en Allemagne, est issue d’une famille d’origine huguenote. Durant ses études universitaires, elle s’intéresse à l’art, la biologie et la danse.  Elle suit en particulier vers 1925, l’enseignement de Rudolf Laban à Berlin, puis enseigne dans ses écoles. En 1929, elle crée avec son mari une compagnie de danse, la Romantisches TanztheaterBartenieff. Son mari est Mikhail Bartenieff, danseur d’origine russe et juive, issu du Ballet impérial russe ayant émigré en Allemagne après la Première Guerre mondiale. Leur troupe tourne en Allemagne jusqu’en 1933. Elle utilise dans son activité la notation Laban.
Entre 1933 et 1936, alors que leurs danseurs, menacés par les nazis d'expulsion du syndicat, démissionnent, elle et son mari sont amenés à préparer leur départ d’Allemagne. Ils émigrent vers New York en 1936. Leurs enfants les rejoignent en 1938. Elle se forme à la kinésithérapie (ou physiothérapie). Elle obtient ensuite, en 1943, un poste de physiothérapeute en chef du Service de la polio de la ville de New York, à l'hôpital Willard Parker. Elle associe dans sa démarche sa compréhension du mouvement basée sur l’enseignement de Rudolf Laban et sa formation en physiothérapie en milieu clinique. Elle conçoit un mode d’entraînement permettant de mobiliser le corps dans sa totalité. L’accent est mis sur l’initialisation du mouvement, son intention spatiale, sa mise à contribution du corps et le type d’énergie utilisé. Elle devient ainsi l'une des fondatrices de la danse-thérapie,.
De 1965 à 1970, elle applique les mêmes bases théoriques à l’analyse, avec Alan Lomax, au sein du département d’anthropologie de l’université Columbia, des différents styles de danse dans diverses cultures,.
À partir de 1978, elle fonde le Laban Institute of Movement Studies (LIMS), qui propose des formations aux artistes, aux sportifs, aux thérapeutes et à d’autres publics,. Ce n'est qu'en juin 1981, quelques mois avant sa mort, que son nom apparaît dans l’intitulé de cet institut qui devient le Laban/Bartenieff Institute of Movement Studies, un changement initié par le conseil d'administration en son honneur.